# Karl Ebb

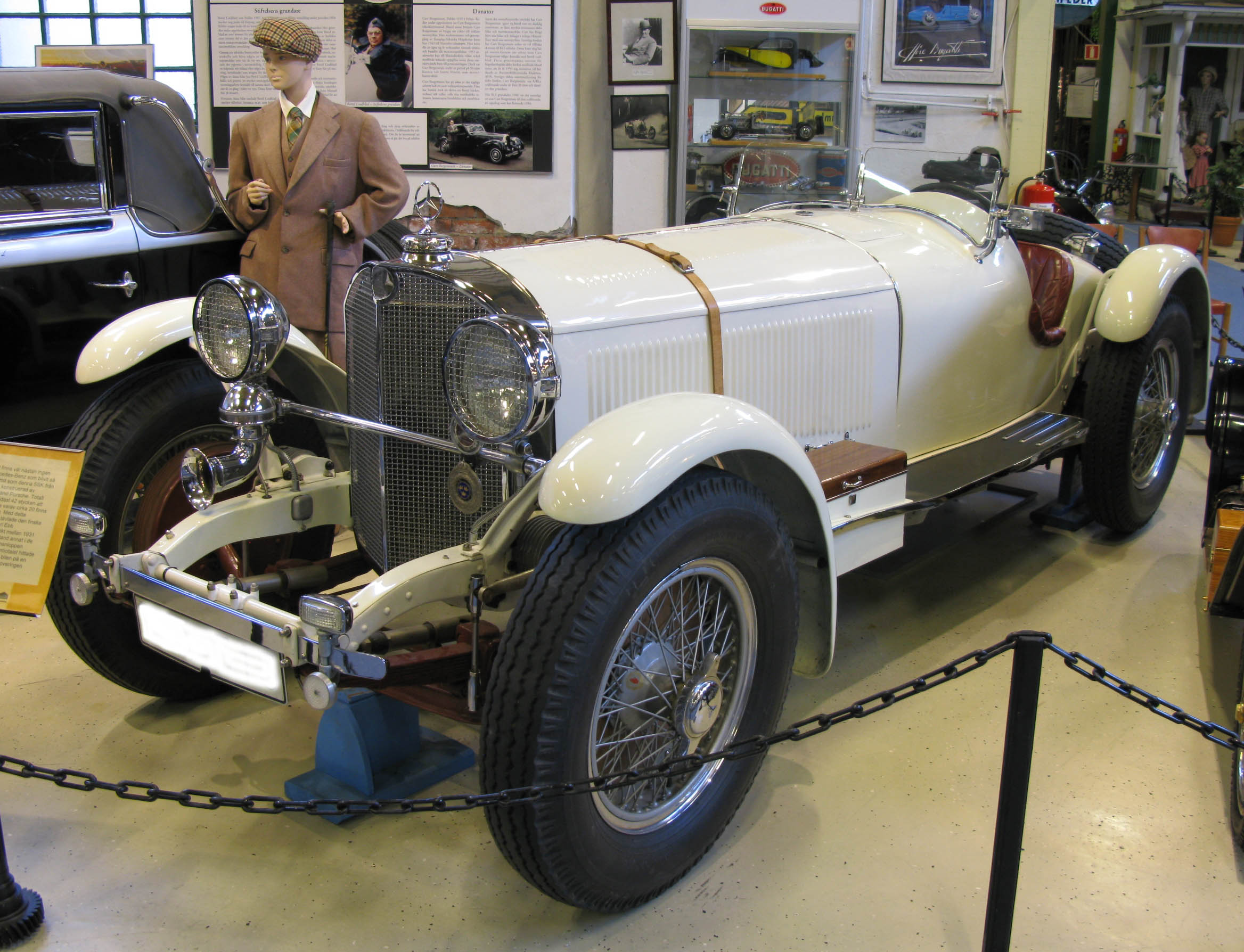
Der von Karl Ebb gefahrene Mercedes-Benz SSK

Karl Alfred „Kalle“ Ebb (* 5. September 1896 in Turku; † 22. August 1988 in Helsinki) war ein finnischer Unternehmer, Leichtathlet und Automobilrennfahrer.

## Leben
1920 heiratete Ebb Lempi Järvinen. Gemeinsam gründeten sie die Firma Ebbsolmio Oy in Helsinki, die hochwertige Krawatten herstellte. Dieses Unternehmen besteht bis heute, hat sich allerdings inzwischen auf Damenmode spezialisiert.
Als Sportler nahm Ebb unter anderem an den Olympischen Spielen 1924 in Paris teil, wo er Fünfter im 3000-Meter-Hindernislauf wurde. 1941 gründete er den finnischen Slalom-Verband.
Karl Ebb war der erste finnische Rennfahrer, der an einem internationalen Grand Prix für Automobile teilnahm. In der Grand-Prix-Saison 1933 gewann er gleich sein zweites Rennen, den Großen Preis von Finnland („Eläintarhanajo“) auf einem Mercedes-Benz SSK. Insgesamt konnte Ebb von 16 Grand-Prix-Starts vier Rennen gewinnen.